# Villanueva del Rebollar de la Sierra
Villanueva del Rebollar de la Sierra es un municipio y localidad española de la provincia de Teruel, en la comunidad autónoma de Aragón. El término municipal tiene una población de 48 habitantes (INE 2024).

## Toponimia
Se llamó Villanueva hasta la mitad del siglo XVII. Villanueva del Rebollar desde 1646 a 1910 y a partir de aquí Villanueva del Rebollar de la Sierra, nombre que define sus señas de identidad, como villa nueva que fue, por los muchos rebollos que hay en su terreno y por su emplazamiento geográfico. 

## Historia
Perteneció a la comunidad de aldeas de Teruel, sesma del Río Martín, sobrecullida y vereda de Montalbán y corregimiento de Teruel. En la actualidad pertenece a la comarca aragonesa de Cuencas Mineras.
A mediados del siglo XIX, el lugar tenía contabilizada una población de 229 habitantes. Aparece descrito en el decimosexto volumen del Diccionario geográfico-estadístico-histórico de España y sus posesiones de Ultramar de Pascual Madoz de la siguiente manera:

VILLANUEVA DEL REBOLLAR: l. con ayunt. en la prov. de Teruel (11 leg.), part. jud de Segura (1), (el juzgado reside en Montalvan). aud. terr. y dióc. de Zaragoza (18) y c. g. de Aragon: sit. en terreno quebrado al S. de las sierras de Segura entre dos arroyos de los que forman el r. Martin; el clima no es frio y se padecen intermitentes y catarros. Tiene 60 casas de inferior construccion formando cuerpo de pobl., cuyas calles estan mal empedradas; dos plazas y en una de ellas una fuente con abundantes y escelentes aguas; una escuela de instrucción primaria concurrida por 12 niños; una igl. parr. (San Cristóbal), servida por un cura de primer ascenso y de provision ordinaria y un cementerio. Confina el térm. por el N. con Segura; E. Armillas; S. Fuenferrada y O. Torrecilla del Rebollar y Torre los Negros; hay en él varias fuentes de escelentes aguas las que reunidas con otras, van á formar el r. Martin. El terreno es quebrado, de mediana calidad y casi todo de secano. Los caminos son de herradura y locales. El correo se recibe de Montalvan dos veces en la semana. prod.: trigo, cebada, avena, azafran y patatas; hay ganado lanar y cabrio y caza de conejos y perdices. pobl.: 57 vec., 229 alm. riqueza imp.: 19,513 reales.
(Madoz, 1850, p. 212)

Hasta la reforma de la nomenclatura municipal de 1916 el municipio se llamaba simplemente Villanueva del Rebollar. En dicha fecha su nombre fue modificado por el de Villanueva del Rebollar de la Sierra.

## Demografía
Villanueva del Rebollar de la Sierra cuenta con una población de 48 habitantes (INE 2024).
| Gráfica de evolución demográfica de Villanueva del Rebollar de la Sierra entre 1842 y 2021 |
| |
| Población de derecho según los censos de población del INE Población de hecho según los censos de población del INEEn estos censos se denominaba Villanueva del Rebollar: 1842, 1857, 1860, 1877, 1887, 1897, 1900 y 1910 |

## Administración y política
| Período   | Alcalde                       | Partido |  |
| --------- | ----------------------------- | ------- |  |
| 1979-1983 | Ignacio García Morte          | UCD     |  |
| 1983-1987 |                               |         |  |
| 1987-1991 |                               |         |  |
| 1991-1995 |                               |         |  |
| 1995-1999 |                               |         |  |
| 1999-2003 |                               |         |  |
| 2003-2007 |                               |         |  |
| 2007-2011 |                               |         |  |
| 2011-2015 | Francisco Javier Ascoz Julián | CA      |  |
| 2015-2019 | José Ignacio García Ascoz     | PAR     |  |
| 2019-     | Nicolás López Palomar         | PAR     |  |

| Partido político    | Partido político                                   | 2003   | 2007   | 2011   | 2015   |
| Partido político    | Partido político                                   | Ediles | Ediles | Ediles | Ediles |
|                     | Partido Aragonés (PAR)                             | 1      | 1      | —      | 3      |
|                     | Compromiso con Aragón (CA)                         | —      | —      | 3      | —      |
|                     | Partido Popular de Aragón (PP)                     | —      | —      | —      | —      |
|                     | Partido de los Socialistas de Aragón (PSOE-Aragón) | —      | —      | —      | —      |
| Total de concejales | Total de concejales                                | 1      | 1      | 3      | 3      |

## Patrimonio
El casco urbano se inicia a orilla de la carretera, con amplias calles, dos plazas, un pequeño parque y una fuente con abundante y excelente agua. Destacable es su iglesia barroca del siglo XVII en honor a San Cristóbal, con retablos barrocos, cruz parroquial del siglo XVI, imagen románica de la Virgen del siglo XIII. La ermita del siglo XVII está dedicada a la Purísima Concepción.  El edificio del ayuntamiento conserva en la parte baja 2 arcos de medio punto que configuraban el antiguo trinquete y en su fachada el escudo de Basilio Sancho. Dentro de sus construcciones cabe reseñar "La Casa de la Morera" donde destaca la portada con decoración de ángeles y una "casona solariega" con hermosa reja coronada por una cruz al estilo renacentista.

## Fiestas
Los patronos del pueblo son San Cristóbal (10 de julio) y Santa Bárbara ( 4 de diciembre), se celebra fiesta en honor de San Fabián, San Sebastián y San Roque el 20 de enero y se conmemora a Santa Justa y Rufina el 18 de julio de quien tomó su nombre Basilio Sancho.